# Non c'è tempo per l'amore, Charlie Brown!
Non c'è tempo per l'amore, Charlie Brown! (There's No Time for Love, Charlie Brown) è uno speciale televisivo d'animazione del 1973 diretto da Bill Melendez. È il nono speciale basato sui Peanuts di Charles M. Schulz. 
Il film è stato trasmesso negli Stati Uniti su CBS l'11 marzo 1973 e segna il debutto animato di Marcie. La prima parte dello speciale consiste in una serie di brevi sketch tratti da varie strisce, mentre la trama vera e propria inizia dalla seconda parte.

## Trama
Charlie Brown si reca in gita scolastica con Piperita Patty e la sua amica Marcie, che hanno entrambe un debole per lui. Il bambino spera di alzare la sua media scolastica, ottenendo un buon voto nel tema sul museo che devono visitare. Ma Charlie Brown, sua sorella Sally, Piperita Patty, Marcie e Snoopy finiscono per errore in un supermercato, scambiandolo per il museo.
Le speranze di Charlie Brown di prendere un buon voto vanno in frantumi quando Linus mostra a lui e a  Lucy le diapositive del vero museo. Tuttavia, l'insegnante apprezza il suo tema, pensando che volesse descrivere il museo utilizzando un supermercato come metafora, e gli dà una A. Piperita Patty si scusa con Charlie Brown per averlo ferito inavvertitamente dicendo a Marcie cose poco carine sul suo conto, confessandogli inoltre quanto sia difficile per lei esprimere i propri sentimenti, salvo poi infuriarsi appena lui accenna alla ragazzina dai capelli rossi di cui è innamorato.

## Distribuzione

### Edizione italiana
In Italia, il film è stato trasmesso dalla Rete 2 Rai il 20 gennaio 1977. Successivamente è stato ridoppiato per la trasmissione su Junior TV, come episodio della serie The Charlie Brown and Snoopy Show, con il titolo Non c'è tempo per innamorarsi, Charlie Brown. Nel 2022 è stato ridoppiato per la seconda volta, per la distribuzione in streaming su Apple TV+ all'interno della serie I classici Peanuts, con il titolo L'amore può aspettare, Charlie Brown.

### Doppiaggio
| Personaggio    | Doppiatore originale | Doppiatore italiano (1977) | Doppiatore italiano (anni 90) | Doppiatore italiano (2022) |
| -------------- | -------------------- | -------------------------- | ----------------------------- | -------------------------- |
| Charlie Brown  | Chad Webber          | Fabio Boccanera            | Martino Consoli               | Arturo Sorino              |
| Linus Van Pelt | Stephen Shea         | Laura Boccanera            | Renata Bertolas               | Leonardo Cococcia          |
| Lucy Van Pelt  | Robin Kohn           | Rosalinda Galli            | Renata Bertolas               | Sara Labidi                |
| Snoopy         | Bill Melendez        | Bill Melendez              | Bill Melendez                 | Bill Melendez              |
| Sally Brown    | Hilary Momberger     | Emanuela Rossi             | Angiolina Gobbi               | Matilde Ferraro            |
| Piperita Patty | Christopher DeFaria  | Annarosa Garatti           | Francesca Vettori             | Ilaria Pellicone           |
| Marcie         | James Ahrens         | Liliana Sorrentino         |                               | Bianca Demofonti           |
| Franklin       | Todd Barbee          | Liliana Sorrentino         | Giuseppe Calvetti             | Valeriano Corini           |

### Edizioni home video
Il film è stato distribuito da Hobby & Work in VHS e DVD con il secondo doppiaggio.